# 襟鞭毛虫
襟鞭毛虫（えりべんもうちゅう、Choanoflagellate）は、小さな単鞭毛の鞭毛虫で、単細胞生物の中では我々動物（後生動物）に最も近いとされる。
名前の「choano-」はギリシア語で襟（choanos) を意味する。動物門と並び、コアノゾアを構成するクレードのひとつである。
およそ50属150種ほどが記載されている。

## 細胞構造

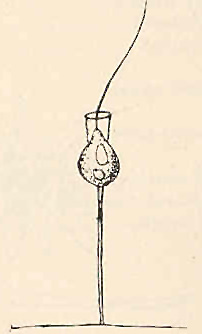
固着性の襟鞭毛虫
Codonosiga botrytis

### 襟・鞭毛
襟鞭毛虫は小さな鞭毛虫で、体長が10μmを超える事は稀である。1本の鞭毛を持っており、その基部を微絨毛（tentacles あるいは microvilli）が環状に取り囲んで襟 (collar) と呼ばれる構造を形成している。鞭毛は水流を起こしてバクテリアなどの餌粒子を集め、これを襟が捕捉する事で摂食を行う。固着性の種は鞭毛の反対側に柄を持ち、基物に付着したまま摂食を行い生活する。
餌粒子の捕食だけでなく、自由遊泳性の種では鞭毛は細胞の遊泳にも用いられる。この時鞭毛はヒトの精子と同様に細胞の後方に向けられる。これは、他の大部分の鞭毛虫が鞭毛を進行方向に伸ばすのとは対照的であり、襟鞭毛虫が後生動物に近縁である根拠の一つになっている。襟鞭毛虫も古くは二本鞭毛であったと考えられているが、二本目の鞭毛は現在では退化しており、基底小体の痕跡が残るのみである。

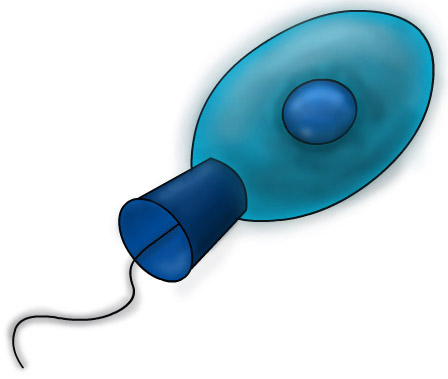
襟鞭毛虫の模式図。鞭毛を囲む濃い紺色の部分が襟。

### ロリカ
多くの襟鞭毛虫は籠状の殻であるロリカ (lorica) を形成する。ロリカは淡水種では有機質のみ、海産種では有機質に加えてケイ酸質である。特に薄い膜質のロリカはテカ (theca) と呼んで区別する場合もある。
珪酸質のロリカは複雑な籠のような形態をしており、針状の珪酸パーツが縦横に組み合わされて形成されている。パーツの接合点はセメント質により接着されている。ロリカの構造は襟鞭毛虫の分類上重要な形質であるが、光学顕微鏡で形態を識別するのは難しく、同定に際しては電子顕微鏡が用いられる。

### 葉緑体の欠如
葉緑体を持つ襟鞭毛虫は発見されておらず、その痕跡器官や葉緑体DNA なども見つかっていない。全ての襟鞭毛虫は、餌粒子を捕食して生活する従属栄養性である。

## 進化的意義
多細胞生物である海綿動物に存在する襟細胞（choanocytes）は、襟鞭毛虫に似た構造の細胞である。襟細胞は扁形動物など他の動物にもしばしば見られる事から、群体性の襟鞭毛虫が多細胞動物の起源であると考える説もある。襟細胞の他にも、珪酸の代謝経路や収縮胞の使われ方などにも後生動物との共通点が見出されている。
Proterospongia 属や Sphaeroeca volvox の巨大なコロニー（300-500μmに達する）では、コロニー内の細胞形態に分化が見られる。表層付近の細胞が鞭毛や明瞭な襟を持つのに対し、群体の中央付近の細胞は球形で襟や鞭毛、ロリカが発達しない。このような細胞形態の変化が、多細胞生物における細胞の分業体制の起源となったとする意見もある。

## 生態・分布
淡水域、海水域共に広く分布するが、細胞のサイズが小さい、色素体を持っていない、ブルームを形成しない、などの理由から人目に触れる機会は少ない。また、毒素を産生する種や、寄生性・病原性の種などは知られていない。
襟鞭毛虫は全て従属栄養性である為、海洋においては有光層以深にも分布する。特に脆弱なロリカを持つ種は、物理的撹乱の激しい表層付近よりも、環境の安定した深海を好む傾向にある。

## 分類
上位分類群は後生動物と同様にオピストコンタで、これは分子系統解析において強力に支持される区分である。このグループ共通の形態形質として、鞭毛を進行方向に対して後方へ向けて遊泳する点が挙げられる。この特徴はオピストコンタという分類群名の由来にもなっている（Opisthokonta; ギリシア語 opistho- '後方' ＋ kontos '鞭毛'）。
2015年に、襟鞭毛虫類は動物界と共に 当時は"Apoikozoa" と呼ばれていたコアノゾアの下位クレードに分類されることになった。かつては襟鞭毛虫綱の下に襟鞭毛虫目 Choanoflagellida を設けることもあった。
現在は2目3科に分けられる。それらが含む属は以下のとおり:
- Craspedida
  - サルピンゴエカ科（カラエリヒゲムシ科）Salpingoecidae
    - Choanoeca
    - コドノクラディウム Codonocladium
    - コドシガ Codosiga (= Codonosiga) - 細胞は柄を持ち、固着性の群体を形成する。
    - デスマレラ Desmarella (= Codonodesmus = Kentrosiga) - 一列に繋がった遊泳性の群体を形成する。
    - モノシガ Monosiga - 単細胞遊泳性。
    - プロテロスポンギア Proterospongia - 平板状、杯状、球状など様々な形態の群体を形成する。
    - サルピンゴエカ Salpingoeca - S. amphoroideum カラエリヒゲムシ など。

  - incertae sedis ? - Astrosiga、Aulomonas、Cladospongia、Codonosigopsis、Dicraspedella、Diploeca、Diplosiga、Diplosigopsis、Kentia、Lagenoeca、Pachysoeca、Salpingorhiza、Sphaeroeca、Stelexomonas、Stylochromonas
- アカントエカ目 Acanthoecida
  - アカントエカ科 Acanthoecidae
    - アカントエカ Acanthoeca
    - ポリオエカ Polyoeca
    - サビレア Savillea

  - Stephanoecidae
    - アカントコルビス Acanthocorbis
    - アモエノスコパ Amoenoscopa
    - ビコスタ Bicosta
    - カリアカンタ Calliacantha
    - カンピロアカンタ Campyloacantha
    - コスモエカ Cosmoeca
    - クリノリナ Crinolina
    - クルキスピナ Crucispina
    - ディアパノエカ Diaphanoeca
    - Didymoeca
    - ナンノエカ Nannoeca
    - パルビコルビクラ Parvicorbicula
    - プラティプレウラ Platypleura
    - プレウラシガ Pleurasiga
    - ポリフィブラ Polyfibula
    - サロエカ Saroeca
    - ステパナカンタ Stephanacantha
    - ステパノエカ Stephanoeca
    - シンデトピルム Syndetophyllum

  - incertae sedis ? - Apheloecion、Calotheca、Campanoeca、Conion、Helgoeca、Kakoeca、Monocosta、Saepicula、Spinoeca、Spiraloecion

かつては、形態から、次のような3科に分類されていた。これらは（名前が同じ科を含め）、現在の3科と対応していない:
- サルピンゴエカ科（カラエリヒゲムシ科）Salpingoecidae - 淡水を中心に分布。ロリカは有機質だが光学顕微鏡で観察できる。Chanoeca、Salpingoeca、Pachysoeca、Diploeca。
- アカンソエカ科 Acanthoecidae - 海産のグループ。ロリカは有機質＋珪酸質。Bicosta、Calliacantha、Crinolina、Diaphanoeca、Acanthoeca、Acanthoecopsis、Savillea、Diplotheca、Parvicorbicula、Pleurasiga、Stephanoeca、Saepicula。
- コドノシガ科 Codonosigidae - 淡水を中心に分布。ロリカは有機質で非常に薄く、通常の光学顕微鏡では見えない。位相差系や微分干渉系を備えた顕微鏡では一部観察可能。ロリカを持たない属もある。Monosiga、Codosiga、Codonocladium、Desmarella、Astrosiga、Sphaeroeca、Proterospongia。